# Adbhar

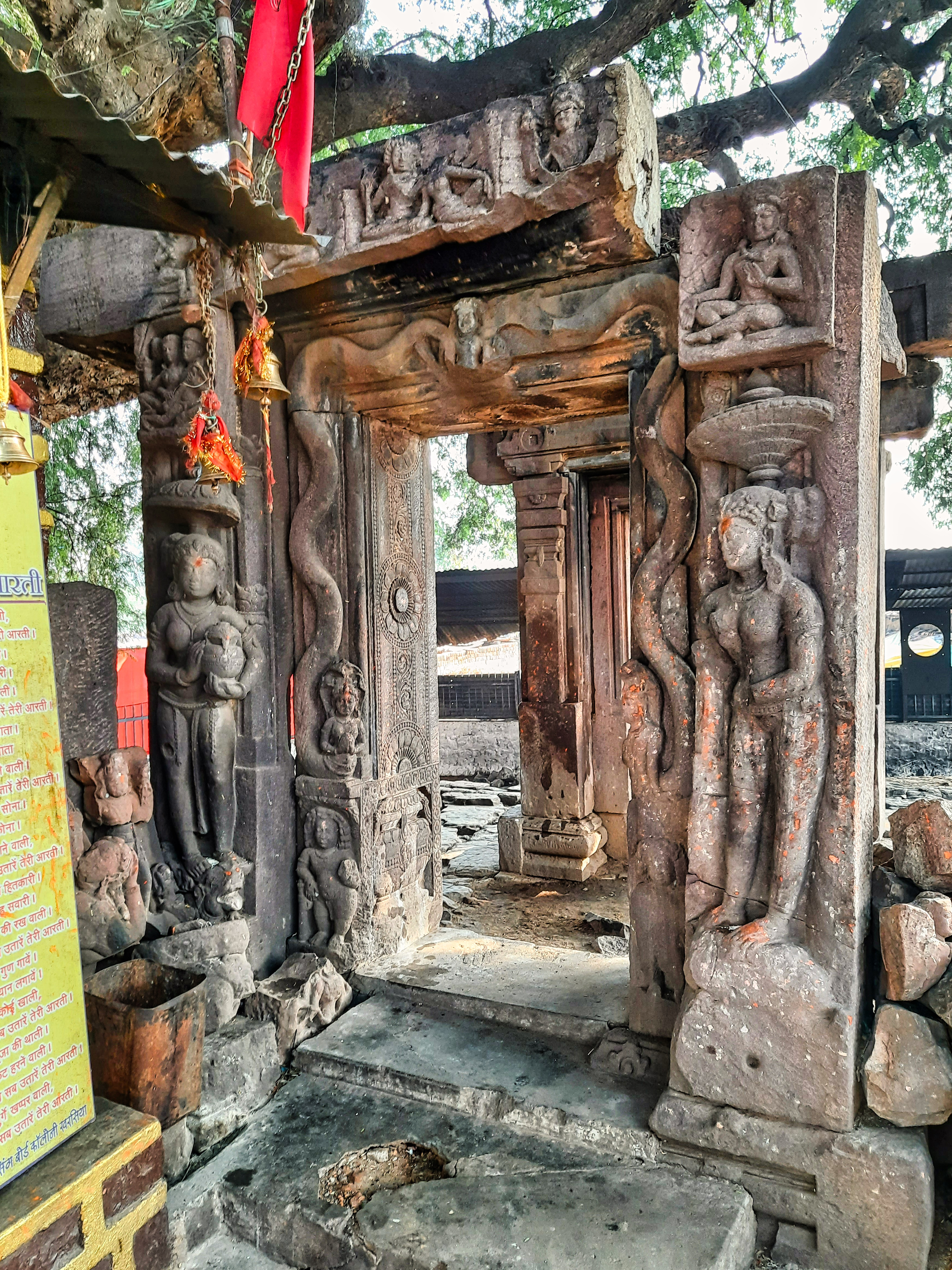
Portal des zerstörten Haupttempels

Adbhar (ehemals Astadvara (Hindi अष्टद्वार)) ist eine Kleinstadt mit etwa 7500 Einwohnern im indischen Bundesstaat Chhattisgarh.

## Lage und Klima
Adbhar liegt etwa 220 km (Fahrtstrecke) nordöstlich von Raipur bzw. gut 100 km östlich von Bilaspur in einer Höhe von ca. 235 m. Das Klima ist überwiegend trocken und warm; Regen (ca. 400 bis 500 mm/Jahr) fällt überwiegend in den Monsunmonaten Juni bis November.

## Bevölkerung
Ca. 99,5 % der Einwohner sind Hindus und nur etwa 0,5 % sind Moslems. Der Frauenanteil ist sogar leicht höher als der der Männer. Man spricht nahezu ausschließlich Chhattisgarhi und Hindi.

## Geschichte
Zur Geschichte des Ortes ist so gut wie nichts bekannt. Im 11. oder 12. Jahrhundert wurde die Region von muslimischen Truppen überrannt, der Tempel wurde zerstört.

## Sehenswürdigkeiten
Vom ehemals bedeutenden und heute der Göttin Kali (ehemals wahrscheinlich Shiva) geweihten Ashtabhuji Temple aus dem frühen 8. Jahrhundert stehen noch ein Portal und ein Mandapa-Schrein mit einer monolithischen Nandi-Figur. Der Figurenschmuck des von anbetenden (anjali-mudra) Schlangen (nagas) gerahmten vorderen Portalgewändes ist von hoher künstlerischer Qualität. Die großfigurigen Frauengestalten sind von Schirmen (chhatris) geschützt. Die inneren Seitenwände zeigen Kalasha-Krüge sowie Halb- und Vollrosetten. Innerhalb des Tempelbezirks liegen mehrere Steine mit figürlichem Schmuck: Einer zeigt eine Trimurti-Darstellung und sitzende Begleitfiguren (Musikantin, Dienerin), ein anderer zeigt eine Figur des tanzenden Shiva-Nataraja.